# Sur la piste du Bongo
Sur la piste du Bongo est un album de bande dessinée de Jano, sorti en 1986. Il a pour héros Keubla, un matelot africain. C'est le premier album dans lequel apparaît celui-ci, et dans lequel n'apparaît pas Kebra, le héros précédent de Jano. 